# مطر (فلم)
المطر (بالفارسية: باران) هو فيلم دراما تم إنتاجه في إيران وصدر في سنة 2001. الفيلم من إخراج وكتابة مجيد مجيدي ومن بطولة رضا ناجي. يسلط الفيلم الضوء على ظاهرة باشا بوش المنتشرة في منطقة آسيا الوسطى، والتي تنتهك حقوق المرأة.

## وصلات خارجية
- مقالات تستعمل روابط فنية بلا صلة مع ويكي بيانات